# Segretariati divisionali dello Sri Lanka

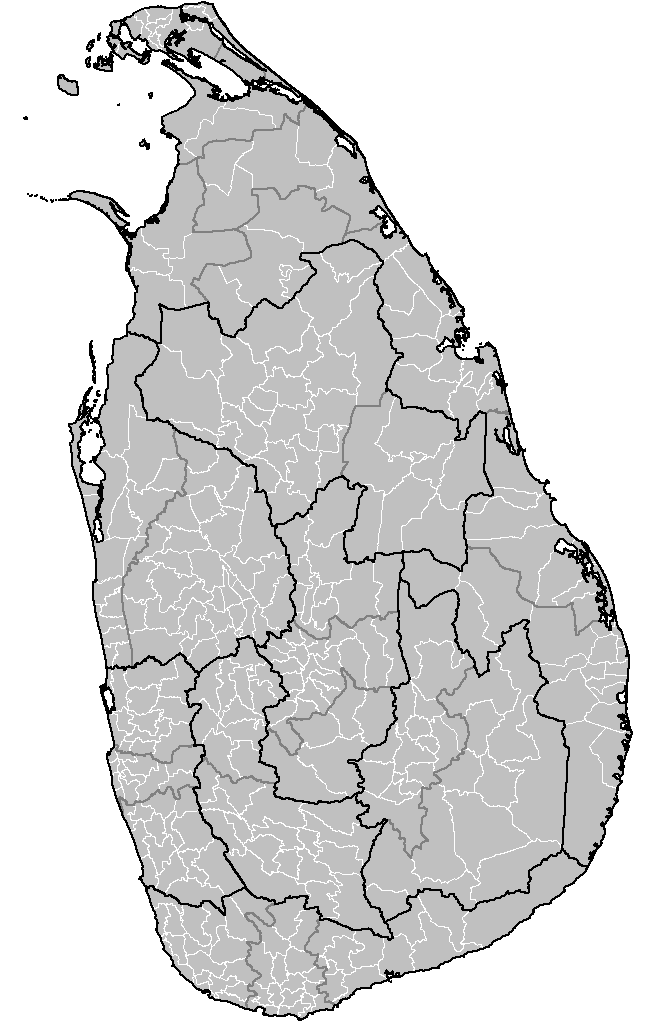
Suddivisione dello Sri Lanka nei tre livelli amministrativi

I segretariati divisionali dello Sri Lanka sono la suddivisione di terzo livello del paese. Sono 256 ripartiti nei 25 distretti.
Originariamente basati sulle contee feudali (korales e ratas), erano formalmente noti come "Divisioni dell'ufficiale delle imposte", figura che in seguito cambiò nome in Agente assistente di Governo. Oggi le divisioni sono amministrate da un Segretario divisionale.